# 川上紀一
川上 紀一（かわかみ きいち、1919年（大正8年）10月30日 - 2009年（平成21年）8月14日）は、日本の政治家、内務官僚。千葉県知事（公選第9・10代）。

## 概要
千葉県安房郡富浦町（現南房総市）生まれ。出生時の姓は羽山であり、後年市川市の川上家へ婿入りして以降は川上姓を名乗る。1944年（昭和19年）東京帝国大学法学部政治学科を卒業し、内務省に入省した。その後千葉県警察部を経て、第二次世界大戦後の1948年から千葉県庁に勤務する。31歳で地方課長に抜擢され、1962年には千葉県総務部長に就任。
1964年（昭和39年）当時の友納武人の下で副知事に任命された。
1965年（昭和40年）11月18日に新東京国際空港（現・成田国際空港）の富里建設が突如発表されたときには、病後療養中の友納知事に代わって職務を負っていたため、対応に奔走する。川上はこの時の様相を「現地は驚天、大混乱、激高その極に達した」と語っている。1971年（昭和46年）に行われた成田空港予定地の代執行では現地総指揮官として派遣された。（→成田空港問題）
1974年（昭和49年）川上は自由民主党の協力を受け、現職の友納を翌年の千葉県知事選に立候補させず、自身の知事選出馬を画策した。翌1975年（昭和50年）千葉県知事選挙に無所属（自民党推薦）で出馬し、初当選を果たす。1979年（昭和54年）千葉県知事に再選。この時に獲得した1,373,650票は、2021年に熊谷俊人が更新するまで、千葉県知事選挙における史上最多得票数であった。
知事在任中、1978年（昭和53年）の成田開港に際して田村元運輸大臣と協議してインフラ整備など多くの要求を国側に認めさせたほか、東京ディズニーランド建設をめぐるオリエンタルランドと親会社の三井不動産との対立に介入し、オリエンタルランドの高橋政知社長を支援して三井不動産側を譲歩させ、浦安町（当時）への誘致を実現した。
1981年（昭和56年）1月、知事選出馬前に支援を要請した都内の不動産業者から5,000万円の献金を受け、「当選の暁には弊社の千葉県における事業発展に協力を惜しまない」旨が記された念書を交わしたことが発覚し、同年2月16日、千葉県知事を辞任に追い込まれた（川上五千万円念書事件）。1980年（昭和55年）に成田空港への航空燃料輸送問題（パイプライン敷設遅延による鉄道利用期間延長）について塩川正十郎運輸大臣と会談した際に川上が強硬な姿勢をとったため、両者を取り持っていた県政の実力者である菅野儀作の面目が潰されたことが事件の背景にあるともいわれる。
知事辞任後の1983年（昭和58年）第37回衆議院議員総選挙に故郷のある旧千葉県第3区からの出馬を表明する。しかし、旧千葉3区は定数5議席のうち4議席を自民党が占めており、残る1議席も獲得すべく、ラスベガス賭博事件で一時逼塞を余儀なくされていた浜田幸一が5人目の公認を得たため、川上は自民党の公認を受けられず、無所属で出馬。最下位当選の中村正三郎に5,000票差にまで迫ったものの、得票数7位で落選した（ただし自民党も分裂選挙のあおりで現職の池田淳が落選し、5議席独占には失敗した）。落選後は73歳になるまで、大東文化大学で教鞭を執っていた。
2009年8月14日、肺炎により死去。